# Boris Blank
Boris Blank (* 15. ledna 1952 Curych) je švýcarský hudební skladatel, který proslul svými elektronickými skladbami pro hudební skupinu Yello, kterou tvoří se zpěvákem Dieterem Meierem. Než začal hudební kariéru, byl řidičem kamionu. Nemá žádné hudební vzdělání. Skupinu Yello založil roku 1978 s Carlosem Perónem, který však brzy odešel. Vlastní hudbu mimo Yello skládá pod pseudonymem Avant Garden, jde především o filmovou a televizní hudbu.